# Pempheris
Pempheris is een geslacht van straalvinnige vissen uit de familie van bijlvissen (Pempheridae). Het geslacht is voor het eerst wetenschappelijk beschreven in 1829 door Cuvier.

## Soorten
- Pempheris adspersa Griffin, 1927
- Pempheris adusta Bleeker, 1877
- Pempheris affinis McCulloch, 1911
- Pempheris analis Waite, 1910
- Pempheris andilana Randall & Victor, 2015
- Pempheris argyrea Randall & Victor, 2015
- Pempheris bexillon Mooi & Randall, 2014
- Pempheris bineeshi Randall & Victor, 2015
- Pempheris bruggemanni Randall & Victor, 2015
- Pempheris compressa (White, 1790)
- Pempheris connelli Randall & Victor, 2015
- Pempheris convexa Randall & Victor, 2014
- Pempheris cuprea Randall & Victor, 2014
- Pempheris darvelli Randall & Victor, 2014
- Pempheris eatoni Randall & Victor, 2014
- Pempheris ellipse Randall & Victor, 2015
- Pempheris familia Koeda & Motomura, 2017
- Pempheris gasparinii Pinheiro, Bernardi & Rocha, 2016
- Pempheris hadra Randall & Victor, 2015
- Pempheris heemstraorum Randall & Victor, 2015
- Pempheris hollemani Randall & Victor, 2015
- Pempheris ibo Randall & Victor, 2015
- Pempheris japonica Döderlein, 1883
- Pempheris klunzingeri McCulloch, 1911
- Pempheris kruppi Randall, Victor & Aideed, 2015
- Pempheris kuriamuria Randall & Victor, 2015
- Pempheris leiolepis Randall & Victor, 2015
- Pempheris malabarica Cuvier, 1831
- Pempheris mangula Cuvier, 1829
- Pempheris megalops Randall & Victor, 2015
- Pempheris micromma Randall & Victor, 2015
- Pempheris molucca Cuvier, 1829
- Pempheris multiradiata Klunzinger, 1879
- Pempheris muscat Randall & Victor, 2015
- Pempheris nesogallica Cuvier, 1831
- Pempheris nyctereutes Jordan & Evermann, 1902
- Pempheris orbis Randall & Victor, 2015
- Pempheris ornata Mooi & Jubb, 1996
- Pempheris otaitensis Cuvier, 1831
- Pempheris oualensis Cuvier, 1831 – Indische grootoogbaars
- Pempheris pathirana Randall & Victor, 2015
- Pempheris peza Randall & Victor, 2015
- Pempheris poeyi Bean, 1885 – Kortvingrootoogbaars
- Pempheris rapa Mooi, 1998
- Pempheris rhomboidea Kossmann & Räuber, 1877
- Pempheris rochai Randall & Victor, 2015
- Pempheris rubricauda Randall & Victor, 2015
- Pempheris sarayu Randall & Bineesh, 2014
- Pempheris schomburgkii Müller & Troschel, 1848
- Pempheris schreineri Miranda-Ribeiro, 1915
- Pempheris schwenkii Bleeker, 1855
- Pempheris sergey Randall & Victor, 2015
- Pempheris shimoni Randall & Victor, 2015
- Pempheris shirleen Randall & Victor, 2015
- Pempheris smithorum Randall & Victor, 2015
- Pempheris tau Randall & Victor, 2015
- Pempheris ternay Randall & Victor, 2015
- Pempheris tilman Randall & Victor, 2015
- Pempheris tiran Randall & Victor, 2015
- Pempheris tominagai Koeda, Yoshino & Tachihara, 2014
- Pempheris trinco Randall & Victor, 2015
- Pempheris ufuagari Koeda, Yoshino & Tachihara, 2013
- Pempheris vanicolensis Cuvier, 1831
- Pempheris viridis Randall & Victor, 2015
- Pempheris wilsoni Randall & Victor, 2015
- Pempheris xanthomma Randall & Victor, 2015
- Pempheris xanthoptera Tominaga, 1963
- Pempheris ypsilychnus Mooi & Jubb, 1996
- Pempheris zajonzi Randall & Victor, 2015